# Лавровишня португальская
Лаврови́шня португа́льская (лат. Prúnus lusitánica) — вид двудольных цветковых растений, включённый в род Слива (Prunus) семейства Розовые (Rosaceae).

## Этимология
По одной из версий, название лавровишня произошло из-за сходства листьев с листьями лавра, а плодов с плодами вишни.

## Ботаническое описание

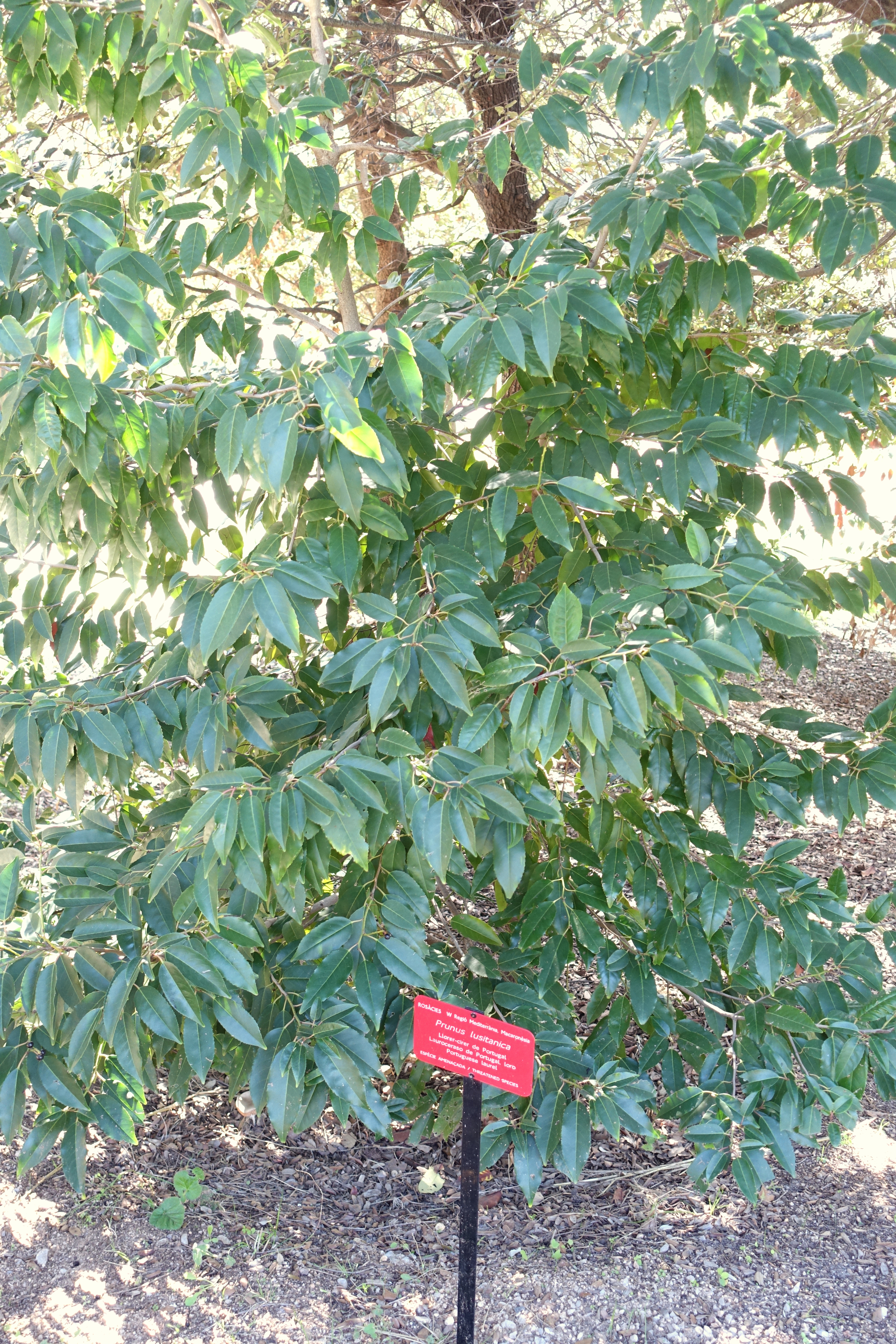
Общий вид растения

Лавровишня португальская — крупный вечнозелёный кустарник или небольшое дерево, в естественных условиях не превышающее 8—10 м в высоту. Кора почти гладкая, тёмно-серая. Молодые веточки иногда слабо угловатые, красно-коричневые.
Листья поникшие, в очертании узкояйцевидные или узкопродолговатые, заострённые к концу, с тупозубчатым краем, 7—15 см длиной и 2,5—6 см шириной. Верхняя поверхность тёмно-зелёная, блестящая, нижняя — более светлая. Черешки до 3 см длиной, голый, тёмно-красный. Прилистники линейные, опадающие, голые.
Цветки белого цвета, собраны в рыхлые кистевидные соцветия по 30—80, каждое из которых до 28 см длиной. Чашелистики треугольно-яйцевидные, тупые, с реснитчатым краем, до 1,5 мм длиной. Лепестки узкообратнояйцевидные или почти округлые, цельные.
Плод — широкояйцевидная или почти шаровидная костянка до 1,3 см в диаметре, при созревании тёмно-фиолетового, почти чёрного цвета. Эндокарпий продолговато-яйцевидной формы, с гладкой поверхностью. На вкус кисловатая или горькая.
Набор хромосом — 2n = 64.

## Ареал
Родина лавровишни португальской — Португалия, Испания и Азорские острова. Введена в культуру в Англии по разным данным в 1648 или 1719. Описана из Португалии и Пенсильвании, где известна только в культуре.

## Таксономия
|  |                                      |  |                                                         |                                                         |                   |  | ещё 8 семейств (согласно Системе APG III) | ещё 8 семейств (согласно Системе APG III) |               |  |  |  | подроды Миндаль, Слива и Emplectocladus | подроды Миндаль, Слива и Emplectocladus |  |  |
|  |                                      |  |                                                         |                                                         |                   |  | ещё 8 семейств (согласно Системе APG III) | ещё 8 семейств (согласно Системе APG III) |               |  |  |  | подроды Миндаль, Слива и Emplectocladus | подроды Миндаль, Слива и Emplectocladus |  |  |
|  |                                      |  |                                                         | порядок Розоцветные                                     |                   |  |                                           |                                           | род Слива     |  |  |  |                                         | вид Лавровишня португальская            |  |  |
|  |                                      |  |                                                         | порядок Розоцветные                                     |                   |  |                                           |                                           | род Слива     |  |  |  |                                         | вид Лавровишня португальская            |  |  |
|  | отдел Цветковые, или Покрытосеменные |  |                                                         |                                                         | семейство Розовые |  |                                           |                                           | подрод Вишня  |  |  |  |                                         |                                         |  |  |
|  | отдел Цветковые, или Покрытосеменные |  |                                                         |                                                         |                   |  |                                           |                                           |               |  |  |  |                                         |                                         |  |  |
|  |                                      |  | ещё 58 порядков цветковых растений (по Системе APG III) | ещё 58 порядков цветковых растений (по Системе APG III) |                   |  |                                           | ещё 108 родов                             | ещё 108 родов |  |  |  | ещё 68 видов                            |                                         |  |  |
|  |                                      |  |                                                         | ещё 58 порядков цветковых растений (по Системе APG III) |                   |  |                                           |                                           | ещё 108 родов |  |  |  |                                         |                                         |  |  |

### Синонимы
- Cerasus lusitanica (L.) Loisel., 1812
- Laurocerasus lusitanica (L.) M.Roem., 1847
- Padus eglandulosa Moench, 1794
- Padus lusitanica (L.) Mill., 1768

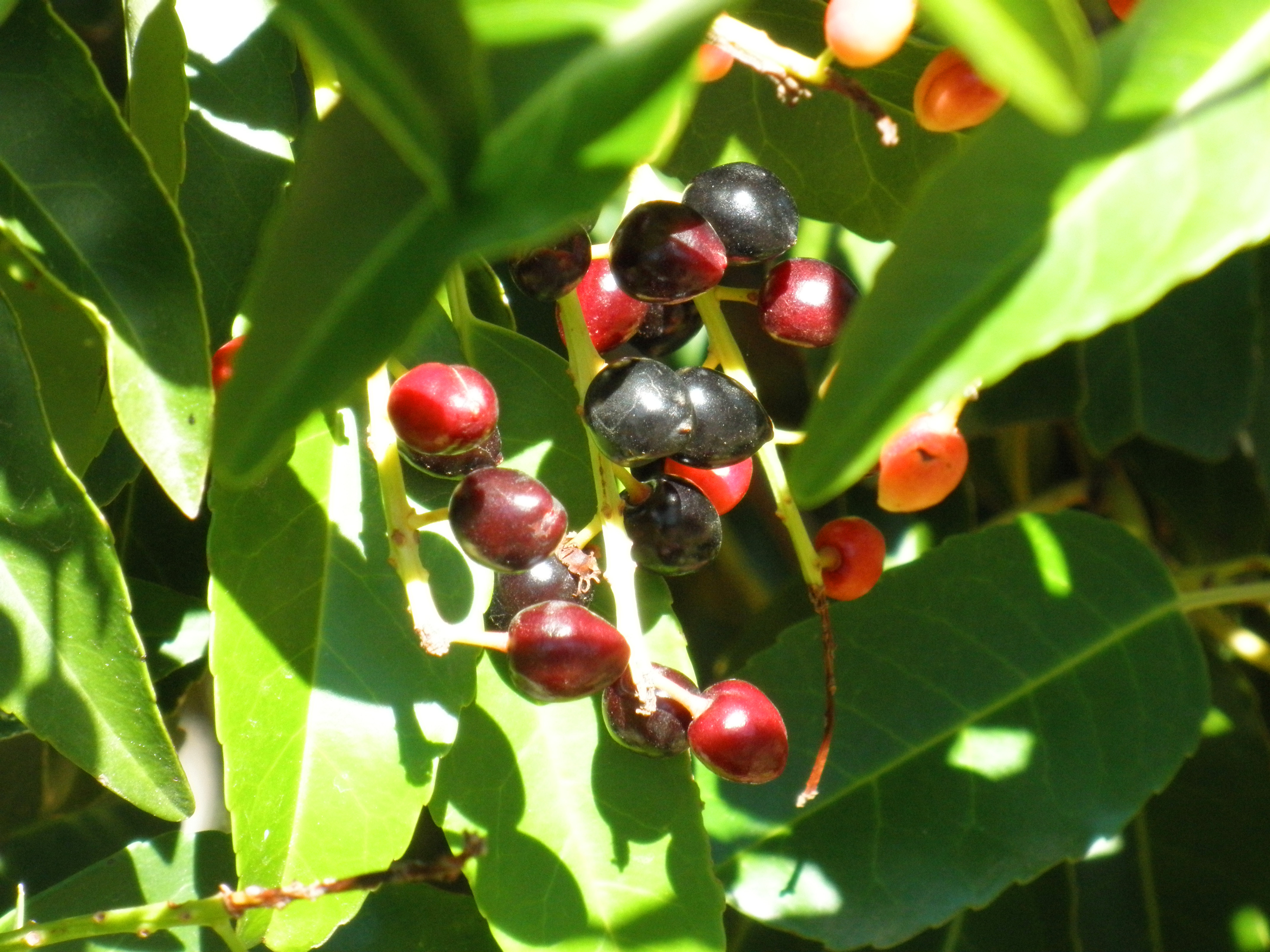
Плоды лавровишни португальской

- Prunus-Lauro-Cerasus lusitanica (L.) Weston, 1770, nom. inval.